# Pedro Pablo Gómez
Pedro Pablo Gómez ist eine Ortschaft und eine Parroquia rural („ländliches Kirchspiel“) im Kanton Jipijapa der ecuadorianischen Provinz Manabí. Die Parroquia besitzt eine Fläche von etwa 284 km². Die Einwohnerzahl lag im Jahr 2010 bei 3564. Die Parroquia Pedro Pablo Gómez wurde am 24. Oktober 1917 eingerichtet. Der Name erinnert an einen Bürger der Stadt Jipijapa.

## Lage
Die Parroquia Pedro Pablo Gómez liegt in der Cordillera Costanera etwa 30 km von der Pazifikküste entfernt. Der etwa 370 m hoch gelegene Hauptort Pedro Pablo Gómez befindet sich 30 km südlich des Kantonshauptortes Jipijapa. Eine 9 km lange Nebenstraße verbindet den Ort mit der Fernstraße E482 (Pedro Carbo–Jipijapa). Der nördliche Teil des Verwaltungsgebietes wird nach Osten zum Río Paján entwässert. Río Ayampe durchfließt den südlichen und zentralen Teil der Parroquia und wendet sich im Anschluss nach Westen, um direkt in den Pazifik zu münden. Im Süden der Parroquia verläuft der Höhenzug Cordillera Chongón Colonche.
Die Parroquia Pedro Pablo Gómez grenzt im Nordwesten an die Parroquia Julcuy, im Osten an die Parroquias Paján und Cascol (beide im Kanton Paján) sowie im Südwesten und im Westen an die Parroquias Colonche und Manglaralto (beide im Kanton Santa Elena, Provinz Santa Elena).